# Radojka Šverko
Radojka Šverko, hrvaška pevka zabavne glasbe; * 9. april 1948, Pazin, Hrvaška.

## Otroštvo in začetek kariere
Radojka Šverko se je rodila v Pazinu, a so se z družino kmalu preselili v Buzet, kjer je preživela otroštvo in obiskovala osnovno šolo. Srednjo šolo je končala v Pulju. Glasbeno pot je začela kot članica in solistka v otroških pevskih zborih, zgodnja pevska tekmovanja pa so jo popeljala na prve lokalne in svetovne festivale ter nastope na televiziji. Profesionalno glasbeno kariero je začela leta 1967.
Širši javnosti je postala znana s prvim nastopom na Splitskem festivalu leta 1970, kjer je v alternaciji z italijanskim zvezdnikom Sergiom Endrigom zapela pesem Kud plovi ovaj brod. Sicer je leto poprej že doživela prvi mednarodni uspeh, ko je na festivalu Atlantico Tenerife na Kanarskih otokih s pesmijo Nuestro mundo zasedla tretje mesto. Leta 1970 je nastopila tudi na festivalu Riu de Janeiru, kjer je za izvedbo pesmi Svijet je moj prejela nagrado The Most Outstanding Performance in s tem postala šele druga prejemnica te nagrade, po slavni Janis Joplin.

## Mednarodna kariera
Radojka Šverko je nastopala in prejemala nagrade v Tokiu, Los Angelesu, Madridu, Seoulu, Atenah, Puerto Ricu, Caracasu, Curacau, Bratislavi, Firencah, Palma de Mallorci, Rio de Janeiru ... Med drugimi je na festivalih premagala tudi slavna pevca Davida Bowieja in Natalie Cole. Na španski televiziji je nastopila v svoji oddaji, v kateri je gostila Julia Iglesiasa, gostovala pa je na številnih tujih televizijah, na primer v Bolgariji, na Češkem, Poljskem, Irskem, v Avstriji, Nemčiji, Grčiji, Romuniji ...

## Nastopi na domačih festivalih
Radojka Šverko je sodelovala ter prejelama nagrade tudi na domačih festivalih, na primer na Splitskem festivalu, Zagrebškem festivalu, Melodijah Istre in Kvarnerja (MIK), Krapinskem festivalu ...
Nastopi na festivalih:
- "Kud plovi ovaj brod" (Split 70)
- "Jedan susret" (Split 71)
- "Ljeto bez sunca" (Split 72)
- "Konistra moje matere" (Split 73)
- "Bilo gdje da odem" (Split 74)
- "Ka svaki val" (Split 77)
- "Ništa nova, ništa nova" (Split 80)
- "Ti si taj" (Split 85)
- "Nek' još jednom sviraju" (Split 87)
- "Ljubim te do bola" (Split 89)
- "Prostrili me zlatnom strilom" (Split 89)
- "Još mirišu kušini" (Split 90)
- "Prokurativo" (Split 91)
- "Tvoja ću ostat" (Split 92)
- "Žena" (Split 93)
- "Putovanje" (Split 94)
- "Lanterna" (Split 95)
- "Licem u lice" (Split 2005)
- "Pupa" (MIK 1976)
- "Nisan šla za ten" (MIK 1994)
- "Va dihe mora" (MIK 1995)
- "Braćolet" (MIK 1996)
- "Plače stara lesa" (MIK 1997)
- "Kad san ti bila" (MIK 1998)
- "Ča biš sad otel" (MIK 1999)
- "Negdje u magli" (Zagrebfest 77)
- "Najljepša su jutra na tvom ramenu" (Zagrebfest 80)
- "Ja bih htjela" (Zagrebfest 83)
- "C´est la vie" (Zagrebfest 83)
- "Zaustavi se ljubavi" (Zagrebfest 84)
- "Život moj" (Zagrebfest 87)
- "Meni je ljubav sve na svijetu bila" (Zagrebfest 87)
- "Kad sam nemirna u snu" (Zagrebfest 89)
- "Moje su pjesme samo ljubavne" (Zagrebfest 89)
- "Kaznit će me nebo radi tebe" (Zagrebfest 90)
- "Ne ljubi me više nikada u tami" (VŠS 1987)
- "Svijet je moj" (Rio de Janeiro 71)
- "Ti si ukleta lađa" (Jugovizija 1970)
- "Bijeli san" (Jugovizija 1972)
- "Ima netko" (Opatija 1974)
- "Ostani još jednu noć" (Opatija 1975)
- "Odlazi čovječe" (Opatija 1984)
- "Dvije suze" (Beogradsko proleće 1974)
- "Nisi kao nekad" (Beogradsko proleće 1975)
- "Još te sanjam" (MESAM 1987)
- "Dobro jutro, sunce moje" (Dalmatinske Šansone Šibenik 1999)
- "More i ti" (Dalmatinske Šansone Šibenik 2003)
- "Pljesak više nema ništa s tim" (Zadarfest 2000)

## Gledališče in film
V 1980. letih se je začela ukvarjati tudi z gledališčem ter premierno nastopila v rock operi Gubec-beg v vlogi Jane. Nastopila je še v rock operah Grička vještica (vloga Nere) in Karolina Riječka (vloga Karoline) ter v muziklu Nesrečniki (v vlogi Fantine). Za svoje nastope je prejemala pohvale tako kritikov kot občinstva.
Nastopila je tudi v filmu, in sicer leta 1978 ob soigralcu Radetu Šerbedžiji v filmu Bravo, maestro, ki ga je režiral Rajko Grlić.

## Cerkvena glasba
Pogosto nastopa s sakralnim petjem v cerkvenih prostorih ob spremljavi orgel, zborov ali komornih orkestrov. Med drugim izvaja cerkvene skladbe Bacha, Gounoda, Schuberta, Verdija, Mozarta ...

## Nagrade
- 1995 – porin za najboljšo žensko vokalno izvedbo pesmi Žena
- 1995 – nagrada Red Danice hrvatske z likom Marka Marulića
- 2013 – porin za najboljšo žensko vokalno izvedbo pesmi You are so beautiful in za najboljši koncertni album
- 2014 – porin za življenjsko delo in za najboljšo žensko vokalno izvedbo pesmi Dodirni mi srce

## Diskografija (glavni albumi)
- Radojka Šverko, 1973. (Jugoton)
- S tobom u snu, 1975. (RTV Ljubljana)
- Tebi pjevam u pjesmama, 1981. (Jugoton)
- Pjesme ljubavne, 1990. (Jugoton)
- Vatra i led, 1993. (Adam Records)
- Va dihe mora, 1995. (Melody)
- Radojka Šverko - Zlatna kolekcija, 2005. (Croatia Records)
- Men are my best friends, 2005. (Playgroundmusic Scandinavia)
- Svijet je moj (Radojka Šverko pjeva pjesme Alfi Kabilja), 2011. (Croatia Records)